# Kopár sziget
A Kopár sziget (裸の島, Hadaka no shima) 1960-ban bemutatott fekete-fehér játékfilm Sindó Kaneto rendezésében. A forgatókönyv már 1954-ben elkészült, de a filmet a rendező csak társadalmi összefogással, alacsony költségvetéssel és saját produkcióban tudta elkészíteni. A filmet a japán Szeto-beltenger egy kis szigetén, a Sukune-szigeten és környékén forgatták. A rendező ezzel a művével lett világhírű. 1961-ben elnyerte a Moszkvai Nemzetközi Filmfesztivál nagydíját (Grigorij Csuhraj Tiszta égbolt című filmjével megosztva).
A film egy japán földműves család életét mutatja be. Ennek az életnek a középpontjában a mostoha természeti viszonyokkal folytatott küzdelem áll. „Hősei” egy törékeny nő és egy cserzett arcú, már kopaszodó férfi. Egy kis tengeri szigeten két fiukkal magányosan élnek. Nevüket nem tudjuk, hangjukat nem halljuk. Bár hangosfilmet látunk, nincs benne párbeszéd.

## Cselekmény
Nyár van. A házaspár naponta többször átevez a közeli partra édesvízért, hogy a meredek domb tetején fekvő kis ültetvényt öntözhessék. A nagyobbik fiút is csónakon viszi át anyja naponta a kisvárosi iskolába és csónakon megy érte; mindig két vödör vizet is hoz magával.
A film első része aprólékos részletezéssel mutatja be a vízhordást és az öntözést. A vállon átvetett rúd végeire akasztott egy-egy vödörrel egyensúlyozva, óvatos léptekkel viszik föl a vizet a dombtetőre. A nő véletlenül megbotlik, az egyik vödör a földre esik és a víz elfolyik. A férfi pofon üti a feleségét, aki földre zuhan, majd feláll, közösen viszik tovább a másik vödröt. Egyenként öntöznek meg minden egyes tövet, és a fehéren izzó, repedező föld a vizet azonnal beszívja. Aztán megint vizet hoznak, megint öntöznek. Görnyedő hát, szalmakalap alatt izzadó homlok, ismétlődő mozdulatok. Minden nap, ugyanúgy.
Az esti családi étkezés oldottabb hangulatú képeit a háziállatok elégedett hangja kíséri. Enyhülést hoz az egyenkénti fürdés is a hordó vízben; a lenyugvó nap fényében az asszony arca egyszerre megszépül.
Ünnepek is vannak. Ősszel a család átmegy a kisvárosba, ahol vallásos ünnepségen vesznek részt. Aztán a termés beérik. A betakarítás után a rizst elcsépelik és a városban eladják; a pénzen kisebb vásárlást is megengednek maguknak. Otthon a kisebbik fiú örömmel mutatja a szülőknek, hogy milyen nagy halat fogott. A nagy eseményt a város egy szerény vendéglőjében ünneplik meg. Az esős évszak beálltával algát gyűjtenek és trágyának szétterítik az ültetvényen.
Egy napon a hazafelé evező szülők a kisfiú heves karlengetésére figyelnek fel. Otthon a lázasan fekvő nagyobbik fiú látványa fogadja őket. Az apa újra átevez a városba, nagy nehezen megtalálja az orvost, de mire a csónakon visszaérnek, a gyerek már halott. Temetésére az egész osztály átjön a szigetre. A koporsó mellől az anya hirtelen hazaszalad a gyerek fakardjáért és azt mellé helyezi a sírba.
A házaspár újból az ültetvényen dolgozik, mintha mi sem történt volna. Ám az asszony egyszerre abbahagyja a munkát, felborítja a vizes vödröt, dühödten tiporni, tépdesni kezdi a palántákat és zokogásban tör ki. A jelenet hasonlít a korábbihoz, de a férfi most végignézi és – locsol tovább. A feleség egy idő után csatlakozik, így minden folytatódik.
A film nem dolgozik szimbólumokkal. A végén mégis, ahogy a kép távolodik, a szinte tengerbe dobott, fölülről fényképezett kis földdarab – már nem teljesen kopár sziget – és rajta a megélhetésért naponta megküzdő emberpár sorsa általános értelmet nyer és időtlenné válik.

## Értelmezési lehetőségek
Bemutatásakor a Kopár sziget nem lett közönségsiker, a magyar mozikban megbukott. A vízhordás, az ismétlődő munkamozdulatok részletező képsorait sokan unalmasnak találták; ráadásul a szereplők meg sem szólalnak, és „nem történik semmi”. Ám a nézőnek, ha nem csak az érzelmes vagy izgalmasan pergő történetekért ül be a moziba, akkor kivételes filmélményben van része.
A mű különleges hatását aligha lehet pusztán néhány filmes kifejezőeszközzel megmagyarázni. Általában az egyszerűséget, a szép operatőri munkát, a két szereplő – alig hihető, hogy színészek – természetes játékát szokták kiemelni, vagyis csupa olyan általános dolgot, ami sok más filmről is elmondható. A teljes szótlanság azonban csakis ennek a hangosfilmnek a jellemzője, és ez részben az ábrázolt életformából következik.
Érdekes módon a dialógus hiányát soha nem érezzük. A beszédet pótolja a gondosan megszerkesztett „hangi oldal” többi eleme: a természetes környezetzaj, a kifejező zene, vagy éppen ezek hiánya: a csend. A zene itt szinte főszereplővé lép elő. Nem azáltal, hogy végigkíséri az egész filmet, hanem ellenkezőleg: csak a hangsúlyosabb részeknél szólal meg, ad érzelmi töltést a jelenetnek; és majdnem mindig egyazon dallam, annak az egynek különféle variációi.
„A megrendítő, felkavaró film kivételes hatását puritanizmusának, dísztelen egyszerűségének köszönheti. Egy életforma keserves drámája, szóban megfogalmazhatatlan, dialógusban kifejezhetetlen mélysége jelent meg a képek refrénszerű, néma monotóniájában. Az emberi szó hiánya itt tartalommá vált.”

## Díjak
- Moszkvai Nemzetközi Filmfesztivál – 1961
- National Board of Review, USA – 1962
- Taorminai Nemzetközi Filmfesztivál – 1962
- BAFTA-díj – 1963, (jelölés)